# Навіки — 19
«Навіки — 19» — радянський двосерійний телефільм 1989 року, знятий режисером Михайлом Кацем на Одеській кіностудії.

## Сюжет
За мотивами повісті Григорія Бакланова. Багато чого пережив у свої 19 років лейтенант Володя Третьяков — труднощі військових буднів, загибель фронтових друзів, поранення. У госпіталі Володя зустрів та покохав дівчину Сашу. Ідучи на фронт, лейтенант Третьяков дуже сподівався на зустріч із коханою, якій не судилося збутися.

## У ролях
- Юрій Рульов — Володя Третьяков, лейтенант
- Олександр Калугін — Третьяков
- Світлана Копилова — головна роль
- Микола Токар — головна роль
- Ута Кільтер — мама
- Леонід Тимцуник — батько
- Микола Пастухов — санітар
- Семен Морозов — Кітінєв, поранений
- Юрій Соловйов — Старих, Кузьмич, поранений
- Анатолій Бочаров — сліпий
- Юрій Колобков — епізод
- Володимир Смоляков — епізод
- В'ячеслав Орловський — епізод
- Жанас Іскаков — епізод
- Олександр Суснін — Ситін, зв'язківець
- Борис Аракелов — старшина
- Людмила Аржанікова — епізод
- Віктор Гоголєв — епізод
- Олексій Інгелович — чоловік у ресторані
- Л. Мякішева — епізод
- Павло Первушин — епізод
- Дмитро Рябцев — Володя Третьяков в дитинстві
- Ольга Шаркова — епізод
- Любов Тищенко — сусідка Сашка
- Валерій Биченков — Іван Данилович
- Ігор Єфімов — епізод
- А. Любарова — епізод
- Юрій Орлов — епізод
- Є. Погребняк — епізод
- А. Рябцев — епізод
- Семен Фурман — епізод
- Георгій Штиль — міліціонер
- Олег Бєлов — епізод
- Віталій Матвєєв — епізод
- Юрій Мятишкін — епізод
- Є. Голосова — епізод
- С. Паргесян — епізод
- Володимир Скоропад — епізод
- Гелій Сисоєв — епізод
- Л. Смирнова — епізод
- Микола Федорцов — лікар
- А. Рульов — епізод
- Л. Рульов — епізод
- Валерій Смоляков — епізод

## Знімальна група
- Режисер — Михайло Кац
- Сценарист — Григорій Бакланов
- Оператор — Валерій Махньов
- Композитор — Віктор Власов
- Художники — Олена Логвіна, Володимир Шинкевич